# Меріотт Плаза (готель, Буенос-Айрес)
«Marriott Plaza» — готель у Буенос-Айрес, заснований 1909 року. Вважається історичним пам'ятником і першим хмарочосом Буенос-Айреса. Розташований у районі Ретіро. Має вихід до історичної площі Сан-Мартіна. Розташований на вулиці Флорида, відомої своїми магазинами і бутиками.

## Історія

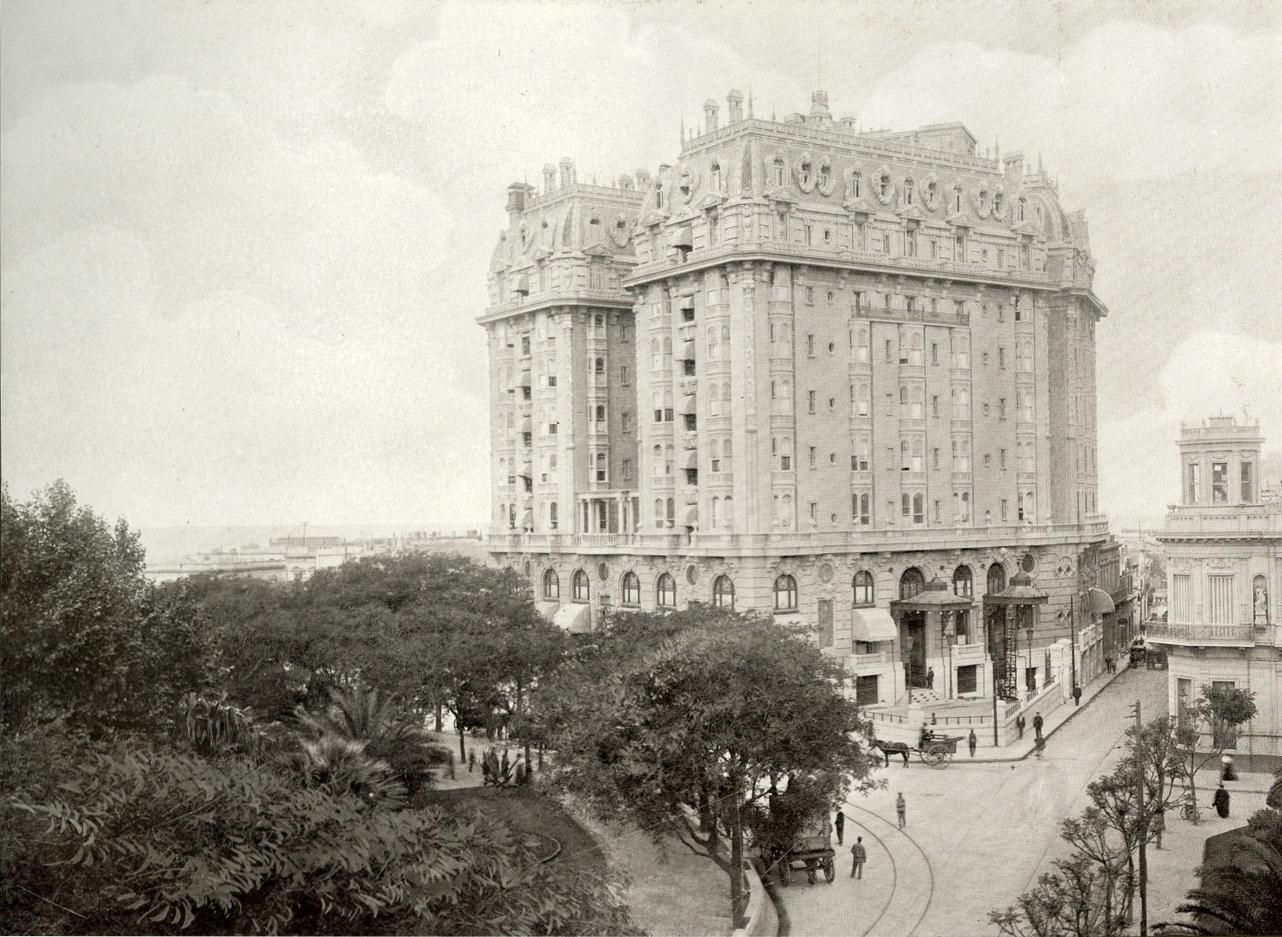
Готель у 1910-х

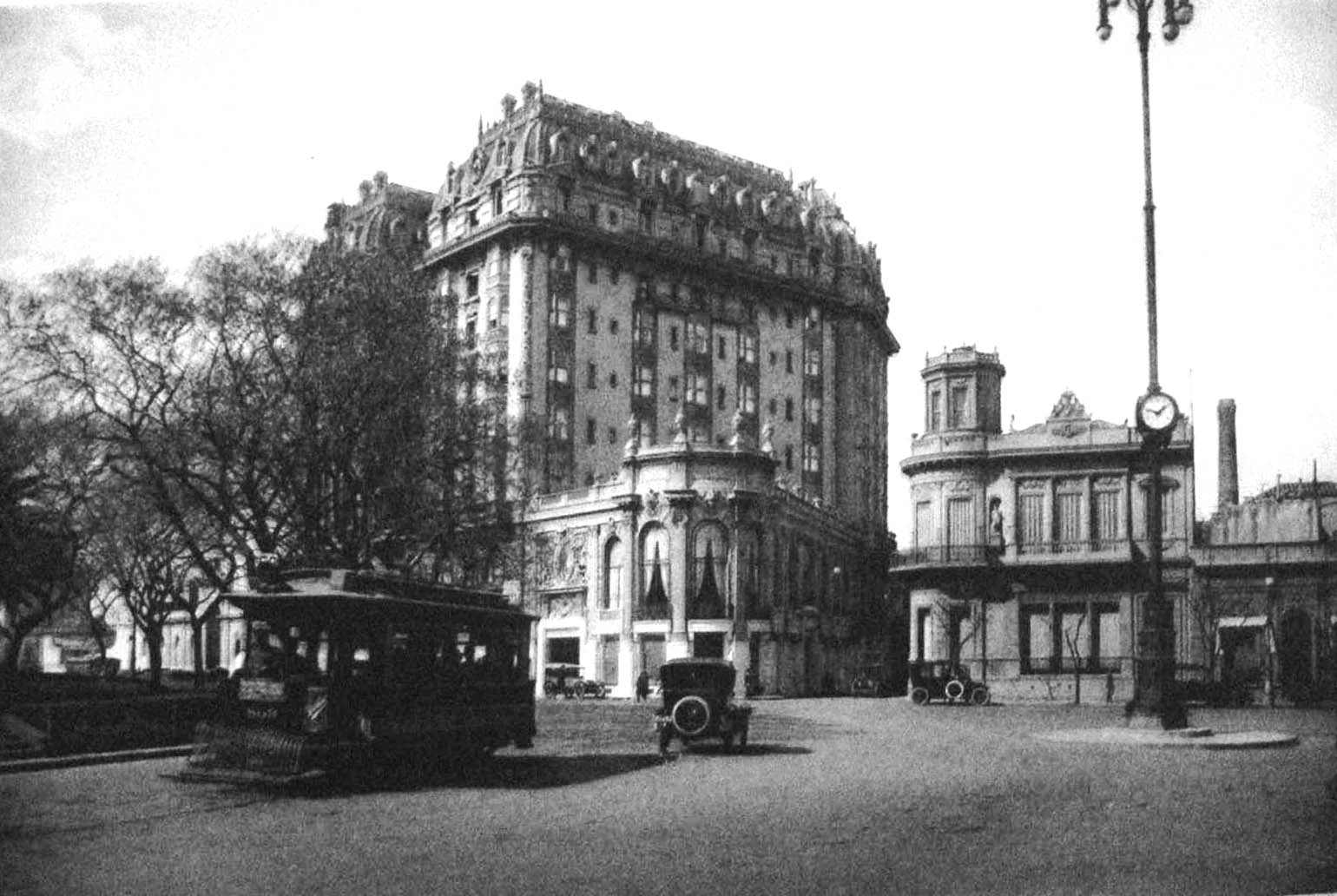
Готель у 1920-х

Готель Плаза будувався у 1907—1909 роках на замовлення підприємця Ернесто Торнквіста за проектом німецького архітектора Альфреда Цукера. Відкриття відбулося 15 липня 1909 року. На церемонії були присутні аргентинські високопосадовці і бізнесмени, зокрема президент Хосе Фігероа Алькорта. Готель швидко отримав міжнародне визнання і вважався першим розкішним готелем Південної Америки. Він мав усі вигоди, рідкісні для тієї епохи, зокрема телефон, ліфти фірми Otis, гарячу і холодну воду, гардеробні кімнати, сад на даху, пневмопошта, ескалатор, центральне опалення. На момент відкриття у ньому було 160 звичайних номерів і 16 «люксів».
Готель було збудовано на місці вугільного складу. На той час він був найвищою будівлею у Буенос-Айресі і єдиною, що має більше 9 поверхів.
1913 року архітектори Хіре і Моліна Сівіти добудували під'їзд до готелю, там зараз знаходиться головний вхід. 1934 року готель Плаза було перебудовано, внаслідок чого він втратив значну кількість оздоблення фасадів і кімнат та набув вигляду у стилі популярного тоді арт-деко. У 1942 і 1948 роках було добудовано два нових крила готелю, які значно відрізнялися за стилем від оригінальної будівлі. 1977 року через проведення в Аргентині Чемпіонату світу з футболу готель знову було перебудовано під керівництвом архітекторів Клоріндо Тести і Ектора Лакарри, щоб збільшити кількість місць у ньому до 325.
Останні перепланування у готелі було зроблено у 1995 і 2003 роках.
Сучасним власником готелю є компанія «Marriott International» у Буенос-Айресі і тому його початкову назву «Плаза» було змінено на «Маріот Плаза». Готель складається з 9 житлових поверхів і одного службового, має 270 кімнат і 48 номерів. Загальна площа більше 13 500 м². Готель також пропонує послуги їдальні, пральні, фітнес-центру, обслуговування номерів, басейн, перукарні, салону краси, є номери для некурців, а також пристосування для інвалідних візочків, конференц-зал. Діє прокат автомобілів 24 години на добу — це так званий «лімузин-сервіс». До послуг клієнтів: няня, консьєрж, вечірні швейні послуги, обмін валют поблизу, господарські послуги, доставка преси за бажанням, преса у вестибюлі, оренда сейфів, стійок, послуги хімчистки.

## Відомі гості
У готелі зупинялися:
- Лучано Паваротті
- Луї Армстронг
- Волт Дісней
- Софі Лорен
- Катрін Денев
- Енріко Карузо
- Джоан Кроуфорд
- Індіра Ганді
- Фарах Пехлеві
- Теодор Рузвельт